# Electronic (álbum)
Electronic es el álbum de estudio debut homónimo del grupo británico Electronic , formado por Bernard Sumner , el exguitarrista y teclista de Joy Division y el cantante principal y guitarrista de New Order y Johnny Marr , el exguitarrista de The Smiths . Fue lanzado por primera vez en mayo de 1991 en el sello Factory.
El álbum fue un éxito comercial y de crítica, alcanzando el número 2 en el Reino Unido y vendiendo más de un millón de copias en todo el mundo. Para el año 2000 Electronic había vendido 240.000 copias en Estados Unidos.
Tras el sencillo Getting away with it, el primer LP de la banda fue Electronic, con la aportación de Neil Tennant (Pet Shop Boys), además de dicho sencillo en otro tema más incluido en el álbum.

## Grabación
La mayor parte de Electronic se escribió en 1990, y las sesiones comenzaron ese enero en el estudio de la casa de Johnny Marr en Mánchester.  "Gangster" data de un álbum en solitario abortado en el que Bernard Sumner comenzó a trabajar a mediados de los años ochenta, mientras que "Reality" se escribió alrededor de 1988 cuando él y Marr comenzaron a trabajar juntos. "The Patience of a Saint" también es anterior al álbum, ya que fue escrito con Pet Shop Boys poco después de su colaboración con el cantante Neil Tennant en " Getting Away with It " en 1989.
Varias otras canciones también se completaron en agosto de 1990 (a saber, "Idiot Country", "Tighten Up", "Soviet", "Get the Message" y "Try All You Want") cuando se interpretaron en vivo en el Dodger Stadium en Los Ángeles cuando Depeche Mode con soporte electrónico (aunque "Try All You Want" se tocó como instrumental y varias canciones tenían títulos provisionales)
El LP fusionó sutilmente la forma de tocar la guitarra de Marr con la experiencia en sintetizadores de Sumner , sobre todo en "Idiot Country", "Feel Every Beat", "Tighten Up" y "Get the Message". Líricamente, el tema fue variado, desde el enfoque agresivo de la cultura rave por parte de la policía en Gran Bretaña ("Idiot Country" y "Feel Every Beat") hasta la monogamia y la ambivalencia emocional ("Reality", "Try All You Want"). . "La paciencia de un santo" presentó un dúo ingenioso y sardónico entre Bernard Sumner y Neil Tennant.

## Lista de canciones

### Edición estándar
La edición estándar de Electronic se lanzó inicialmente en 1991 a nivel internacional (con la notable ausencia de "Getting Away With It" en el lanzamiento original del Reino Unido), y se remasterizó muchas veces en diferentes regiones, como en Europa en 1992, con el no- El sencillo del álbum "Disappointed" se agregó junto con un CD adicional, y también se relanzó en el Reino Unido en 1994 (esta versión en particular fue remasterizada por el ingeniero del álbum Owen Morris ), y el álbum también se relanzó en Japón en 1995.

| Lado uno |                                                                              |          |  |
| N.º      | Título                                                                       | Duración |  |
| 1.       | «Idiot Country»                                                              | 5:02     |  |
| 2.       | «Reality»                                                                    | 5:39     |  |
| 3.       | «Tighten Up»                                                                 | 4:38     |  |
| 4.       | «The Patience of a Saint»                                                    | 4:11     |  |
| 5.       | «Getting Away with It» (no apareció en la primera edición de Reino Unido)    | 5:11     |  |
| 6.       | «Gangster» (fue reemplazado por Getting Away With It en algunos territorios) | 4:34     |  |

| Lado dos |                       |          |  |
| N.º      | Título                | Duración |  |
| 1.       | «Soviet»              | 2:00     |  |
| 2.       | «Get the Message»     | 5:20     |  |
| 3.       | «Try All You Want»    | 5:37     |  |
| 4.       | «Some Distant Memory» | 4:09     |  |
| 5.       | «Feel Every Beat»     | 5:08     |  |

## Créditos
Todas las canciones de Electronic fueron escritas e interpretadas por Sumner y Marr, con la excepción de "The Patience of a Saint", que fue compuesta por Electronic con Pet Shop Boys y acreditada a Sumner, Marr, Tennant y Chris Lowe . La pista extra "Getting Away with It" fue escrita por Sumner, Marr y Tennant. El álbum fue producido por Sumner y Marr, y diseñado por Owen Morris.

## Personal
- Bernard Sumner – voz, teclados y programación
- Johnny Marr – guitarras, teclados y programación
- Neil Tennant – voz en "The Patience of a Saint" y coros en "Getting Away with It"
- Chris Lowe – teclados en "The Patience of a Saint"
- Donald Johnson – batería y percusión en "Tighten Up" y "Feel Every Beat"
- David Palmer – batería en "Feel Every Beat" y "Getting Away with It"
- Denise Johnson – voz en "Get the Message"
- Helen Powell – oboe en "Some Distant Memory"
- Andrew Robinson – programación adicional